# Пиутау, Чарльз
Салеси Туипулоту «Чарльз» Пиутау (англ. Salesi Tu'ipulotu "Charles" Piutau, родился 31 октября 1991 года в Окленде) — новозеландский и тонганский регбист, выступающий на позициях фулбэка и винга за клуб «Бристоль Бэрс». В прошлом привлекался в сборную Новой Зеландии. Младший брат центрового клуба «Бристоль Бэрс» Сиале Пиутау.

## Клубная карьера
В 2010 году Пиутау дебютировал в составе «Окленда», начав выступать в 2011 году за команду «Блюз» в Супер Регби. В 2015 году в связи с непопаданием в заявку на чемпионат мира в Англии Чарльз перешёл в английский клуб «Уоспс», заключив с клубом контракт с годовой зарплатой в размере 500 тысяч фунтов стерлингов. В частности, в четвертьфинале Кубка европейских чемпионов его попытка на последних минутах принесла «Уоспс» победу 25:24 над «Эксетер Чифс»; по итогам сезона он вошёл в символическую сборную Премьер-Лиги и был номинирован на приз лучшему игроку сезона.
1 апреля 2015 года было оговорено, что с сезона 2016/2017 Пиутау будет выступать за «Ольстер». За него он выступал на протяжении двух лет; в августе 2017 года было объявлено о грядущем переходе Пиутау по окончании сезона Про14 в «Бристоль Бэрс». В 2018 году Пиутау заключил с вышедшим в Премьер-лигу «Бристоль Бэрс» двухлетний контракт на сумму в размере 1,8 млн. фунтов. В настоящее время он считается игроком с самой большой зарплатой в мире среди профессионалов.

## Карьера в сборной
В 2010 году Пиутау выступал за сборную Тонга до 20 лет на чемпионате мира в Аргентине. Через год, играя за сборную Новой Зеландии в той же категории, он выиграл чемпионат мира, став лучшим бомбардиром сборной по попыткам.
За сборную Новой Зеландии Пиутау сыграл 17 матчей, дебютировав 22 июня 2013 года в игре против Франции в Нью-Плимуте. Последнюю игру провёл 25 июля 2015 года в Йоханнесбурге против ЮАР; в 17 играх набрал 25 очков. В заявку на чемпионат мира 2015 года в Англии Пиутау не попал, что и сподвигло его на отъезд в Европу. Также выступал за сборную по регби-7, выиграв с ней Мировую серию сезона 2011/2012.
В 2021 году после изменений в правилах World Rugby о натурализации Чарльз Пиутау заявил, что будет выступать за сборную Тонги, где играет его брат Сиале. О своём желании играть за историческую родину Пиутау заявлял неоднократно.

### Выступления в тест-матчах
| Противник | Игры | Выигрыши | Ничьи | Проигрыши | Попытки | Реализации | Штрафные | Дроп-голы | Очки | Процент побед |
| --------- | ---- | -------- | ----- | --------- | ------- | ---------- | -------- | --------- | ---- | ------------- |
| Франция   | 2    | 2        | 0     | 0         | 1       | 0          | 0        | 0         | 0    | 100           |
| Австралия | 3    | 3        | 0     | 0         | 0       | 0          | 0        | 0         | 0    | 100           |
| Аргентина | 3    | 3        | 0     | 0         | 1       | 0          | 0        | 0         | 0    | 100           |
| ЮАР       | 3    | 3        | 0     | 0         | 0       | 0          | 0        | 0         | 0    | 100           |
| Япония    | 1    | 1        | 0     | 0         | 2       | 0          | 0        | 0         | 0    | 100           |
| Англия    | 1    | 1        | 0     | 0         | 0       | 0          | 0        | 0         | 0    | 100           |
| США       | 1    | 1        | 0     | 0         | 1       | 0          | 0        | 0         | 0    | 100           |
| Самоа     | 1    | 1        | 0     | 0         | 0       | 0          | 0        | 0         | 0    | 100           |
| Шотландия | 1    | 1        | 0     | 0         | 0       | 0          | 0        | 0         | 0    | 100           |
| Уэльс     | 1    | 1        | 0     | 0         | 0       | 0          | 0        | 0         | 0    | 100           |
| Итого     | 17   | 17       | 0     | 0         | 5       | 0          | 0        | 0         | 0    | 100           |

## Стиль игры
Пиутау обладает хорошей для фулбэка скоростью, считался одним из самых быстрых игроков новозеландского регби в своё время. В ходе игр за «Блюз» отличался уверенной игрой в обороне, при проведении атак легко справлялся с защитниками противника.

## Личная жизнь
Пиутау родился в Новой Зеландии в семье тонганских эмигрантов, младший из 10 детей в семье (пять старших сестёр и четверо старших братьев). До 12 лет жил рядом с тётей. Вырос в районе Мангере, учился в колледже Уэсли. Дома в семье разговаривает на тонганском языке.
Отец — Манако, священник; мать — Меленаите, сменила множество работ. Старший сын в семье — детектив полиции, второй сын — строитель. Третий сын — Сиале, регбист, капитан сборной Тонга. Четвёртый сын — Энди, пастор в церкви в австралийском Брисбене. В июле 2018 года Чарльз женился, вне регби занимается инвестициями в недвижимость в Окленде.